# Club Deportivo Guijuelo
Il Club Deportivo Guijuelo è una società calcistica con sede a Guijuelo (Salamanca), in Castiglia e León, in Spagna. 
Gioca nella Segunda Federación, la quarta serie del campionato spagnolo.

## Storia
Nella stagione 2021-2022 ha raggiunto per la prima volta nella sua storia la finale della Copa Federación de España, perdendola per 1-0 contro il Córdoba.

## Tornei nazionali
- 1ª División: 0 stagioni
- 2ª División: 0 stagioni
- 2ª División B: 6 stagioni
- 3ª División: 3 stagioni

## Stagioni
| Stagione | Categoria    | Posizione |
| -------- | ------------ | --------- |
| 2000/01  | 1ª Regionale | 10°       |
| 2001/02  | 1ª Regionale | 1°        |
| 2002/03  | 3ª           | 4°        |
| 2003/04  | 3ª           | 3°        |
| 2004/05  | 2ªB          | 17°       |
| 2005/06  | 3ª           | 3°        |
| 2006/07  | 2ªB          | 12°       |
| 2007/08  | 2ªB          | 9°        |
| 2008/09  | 2ªB          | 9°        |
| 2009/10  | 2ªB          | 16°       |
| 2010/11  | 2ªB          | —         |

## Palmarès

### Competizioni interregionali
- Tercera División RFEF: 1

2021-2022 (gruppo 8)

## Rosa 2020-2021
| N. |                    | Ruolo | Calciatore       |
| -- | ------------------ | ----- | ---------------- |
| 1  | Spagna (bandiera)  | P     | José Salcedo     |
| 2  | Spagna (bandiera)  | D     | Raúl Parra       |
| 3  | Romania (bandiera) | D     | Răzvan Ochiroșii |
| 4  | Spagna (bandiera)  | D     | Lucas Fernández  |
| 5  | Spagna (bandiera)  | D     | Jonathan Martín  |
| 6  | Spagna (bandiera)  | C     | Carlos Rubén     |
| 7  | Spagna (bandiera)  | C     | Abraham Pozo     |
| 8  | Spagna (bandiera)  | C     | Mohamed Kamal    |
| 9  | Spagna (bandiera)  | A     | Lolo Plá         |
| 10 | Spagna (bandiera)  | C     | Cristóbal Gil    |
| 11 | Spagna (bandiera)  | C     | Alain Eizmendi   |
| 12 | Marocco (bandiera) | D     | Mounir Errahaly  |

| N. |                      | Ruolo | Calciatore           |
| -- | -------------------- | ----- | -------------------- |
| 13 | Lituania (bandiera)  | P     | Vincentas Šarkauskas |
| 14 | Spagna (bandiera)    | C     | Deco                 |
| 15 | Spagna (bandiera)    | D     | Josín Martínez       |
| 16 | Romania (bandiera)   | C     | Andi Bogdan          |
| 17 | Spagna (bandiera)    | A     | Antonio Pino         |
| 18 | Spagna (bandiera)    | C     | Manu Molina          |
| 19 | Spagna (bandiera)    | C     | Isma Cerro           |
| 20 | Spagna (bandiera)    | C     | Miguel Fernández     |
| 21 | Spagna (bandiera)    | D     | Kike Pina            |
| 22 | Argentina (bandiera) | C     | Damián Zamorano      |
|    | Moldavia (bandiera)  | D     | Dan Ojog             |